# The Chenab Times
The Chenab Times es una organización activista y de noticias digitales en India fundada en 2017. Es conocido por publicar noticias en idiomas Pahari .

## Historia
The Chenab Times deriva su nombre del río Chenab, que fluye a través del valle de Chenab, que incluye los distritos de Doda, Kishtwar y Ramban en la división Jammu de Jammu y Cachemira.
En julio de 2017, un periodista de Cachemira llamado Anzer Ayoob lanzó un sitio web en Thathri, Doda. El sitio web se ha centrado en cubrir temas relacionados con el desarrollo, la infraestructura y la atención médica, con un énfasis particular en el valle de Chenab. Además, el sitio web brinda cobertura de eventos actuales de todo el mundo.
El 21 de enero de 2021, The Chenab Times comenzó un resumen diario de noticias breves en varios idiomas locales del valle de Chenab, que incluye los idiomas Sarazi y Bhaderwahi con apoyo adicional del idioma urdu . Esta fue la primera vez que se usaron los idiomas Sarazi y Bhaderwahi para transmitir noticias, ya que estos idiomas están en peligro de extinción.
En 2022, The Chenab Times fue nominado para el "Premio al Mejor Portal de Noticias" por el Comité Central Pahari, una fusión de quince grupos literarios en Jammu y Cachemira, por promover los idiomas locales Pahari .